# Józef Sylwester Sosnowski

Józef Sylwester Sosnowski od grba Nałęcz (umro 31 prosinca 1783. godine) –
Hetman litavski od 1775. do 1780., vojvoda smolenski od 1771., vojvoda połocki od 1781, notarski tajnik litavski u godinama 1764. – 1771., notar veliki litavski u 1754. godini, Predsjednik izbornog sejma 1764. godine, konziliar Stalnog vijeća u 1775. godini.
Otac mu je Marcin Sosnowski i majka Teofila Kruszyńska.
U braku s Teklom Despot-Zenowicz, kćeri Januša Despot-Zenowicz, imao je dvije kćeri, Catherine i Louise, koje bezuspješno (zbog protivljenja oca) prosi u 1774. godini još uvijek nepoznat Tadeusz Kosciuszko. Njegov prijedlog je odbijen od strane hetmana riječima: ... grlica nije za vrapca, a kćeri velikaša ne za sitnog plemića ...
Chełm ga izabire na Sejm u 1754. godine. U 1756. godini bio je izabran za zamjenika na litavskom parlamentu Livonia. Član Parlamenta 1762 godine. Bio je član parlamenta saziva (1764.). Bio je Predsjednik Brest Litovskog vojvodstva u Općoj Konfederaciji Velikog Vojvodstva Litve u 1764. i zamjenik pokrajine u sazivu Sejma 1764. godine. 
Član Brest Litovskog vojvodstva u krunidbenom Sejmu 1764. godine. 
Član vojnog povjerenstva Velikog Vojvodstva Litve 1764.  
23. listopada 1767. postao je član delegacije parlamenta, stvorene pod pritiskom ruskog izaslanika Nikolaj Repnina, imenovan za određivanje Ustava Republike.